# A Máscara de Dimitrios
The Mask of Dimitrios (bra: A Máscara de Dimitrios) é um romance de 1939 de Eric Ambler. Nos Estados Unidos foi publicado como A Coffin for Dimitrios . 
O livro é considerado por alguns como o melhor de Ambler, embora tal seja contestado.
As discussões de Ambler com exilados turcos em Paris deram-lhe material de inspiração para o livro.
O personagem Charles Latimer também surge em The Intercom Conspiracy .

## Apreciação
A história inicia-se em Instambul e termina em Paris. Através de flash-backs sucessivos, o leitor vai descobrindo progressivamente, até à identificação definitiva, a figura de um misterioso e perigoso personagem chamado Dimitrios.:Contracapa
A construção do livro mantém um suspense constante com histórias parcelares que se vão encadeando até formarem a trama do romance. Sempre subjacente está uma ironia discreta, sobretudo no facto de o protagonista ser um pacato escritor de livros policiais que se envolve na realidade das suas ficções.
:Contracapa

## Adaptações
Foi adaptado a uma peça de rádio e serviu de guião a um filme de longa-metragem, The Mask of Dimitrios.

## Na cultura popular
Em From Russia, with Love, de Ian Fleming, James Bond lê A Máscara de Dimitrios no avião que o leva a Istambul. 